# タクシン大学
タクシン大学（タイ語：มหาวิทยาลัยทักษิณ、英語：Thaksin Univeristy、略称：TSU）は、1968年に設立されたタイ王国南部の国立大学である。2つのキャンパスに12の学部と15の研究機関で構成されている。メインキャンパスは、ソンクラー県の県庁所在地ソンクラー市街にある。タクシンの名前はタイ語で「南部」を意味しており、タイ南部を代表する大学として、地域に根差した学術活動と教育サービスを行っている。

## 歴史
国王陛下の勅命により、サンスクリット語で「南部」を意味する「タクシン」を冠して名付けられたタクシン大学は、タイ王国における国立大学である。タクシン大学は、自治運営されるグローバル機関としての位置づけで、1996年9月1日タイ王国議会において「タクシン大学法」が可決。政府予算の執行を受けて設置が決定した。
1954年に設置されたプラナコーン県高等師範養成学校を母体に、1968年10月1日ソンクラー教育大学が現在のソンクラーキャンパスの場所に設立された。この1968年10月1日はタクシン大学の設立記念日となっている。1974年シーナカリンウィロート大学ソンクラーキャンパスに改称。1989年にパッタルンキャンパスの造成開始。1990年5月29日タイ政府はパッタルンキャンパスの開校を承認。1996年11月1日タクシン大学法施行により、タクシン大学に改称し今日に至る。

## 地域
- タイ南部は貴重な鉱物を多く産出し、ビーズの産地として広く知られる。中国では玉の素材として珍重され古代より交易が盛んであった。
- ソンクラー県はタイ南部において経済的に最大の県である。県南西はマレーシアと国境を接し、東はタイランド湾、北東にはタイ最大の天然の湖であるソンクラー湖（1,040 km2）を有する。商都ハートヤイは日本企業なども多く進出しており、ハートヤイ国際空港や大型ショッピングセンターが集まる南部経済の拠点である。ソンクラーキャンパスの位置する県庁所在地ソンクラー（正式名称：ムアンソンクラー郡、ムアンは県庁所在地を示す）は、海とソンクラー湖に挟まれ風光明媚な環境の中、古くから貿易の拠点として栄え、中国文化とポルトガル文化の融合した「シノ・ヨーロピアン」あるいは「シノ・ポルトギース」と呼ばれる建築スタイルによる独特な街並みは「ソンクラーオールドタウン」と呼ばれ、多くの外国人観光客が訪れる観光地となっている。2024年11月、ユネスコ世界文化遺産の暫定リストに登載[1][2]され、2028年頃の正式登録を見込んでいる。ソンクラーキャンパス周辺は、サミラビーチ、ソンクラー湖、ヨー島、などの自然に恵まれ、また前述のソンクラー旧市街（世界文化遺産暫定リスト登録地）やソンクラー水族館、ソンクラー動物園、ソンクラー市立公園などの観光地やソンクラー天文台などに囲まれ、充実したキャンパスライフを送ることができる。
- パッタルン県は、影絵芝居の生まれた地として知られ、ソンクラー湖の西側に面したのどかな県である。汽水湖であるソンクラー湖の西側にあるため、内陸県であり海には面していない。

## 日本語教育
東南アジアの中心的な国であるタイの発展はめざましく、日本の製造業やサービス業の進出が多く進み、日タイの文化的な交流がますます盛んになるなど、有為な人材が強く求められているが、タイ南部には日本語専攻が二つしかなくその重要性は高まるばかりである。本専攻では地域の中・高校の語学キャンプやコンクールを開催。また学生の日本留学や在タイ日本企業や日本でのインターンシップなどを積極的に行い、高度な日本語能力の人材育成に力を入れている。タクシン大学は国際交流基金のさくらネットワークメンバーとして地域の日本語教育の中核的な貢献を期待されている。

## キャンパスと学部

### ソンクラーキャンパス

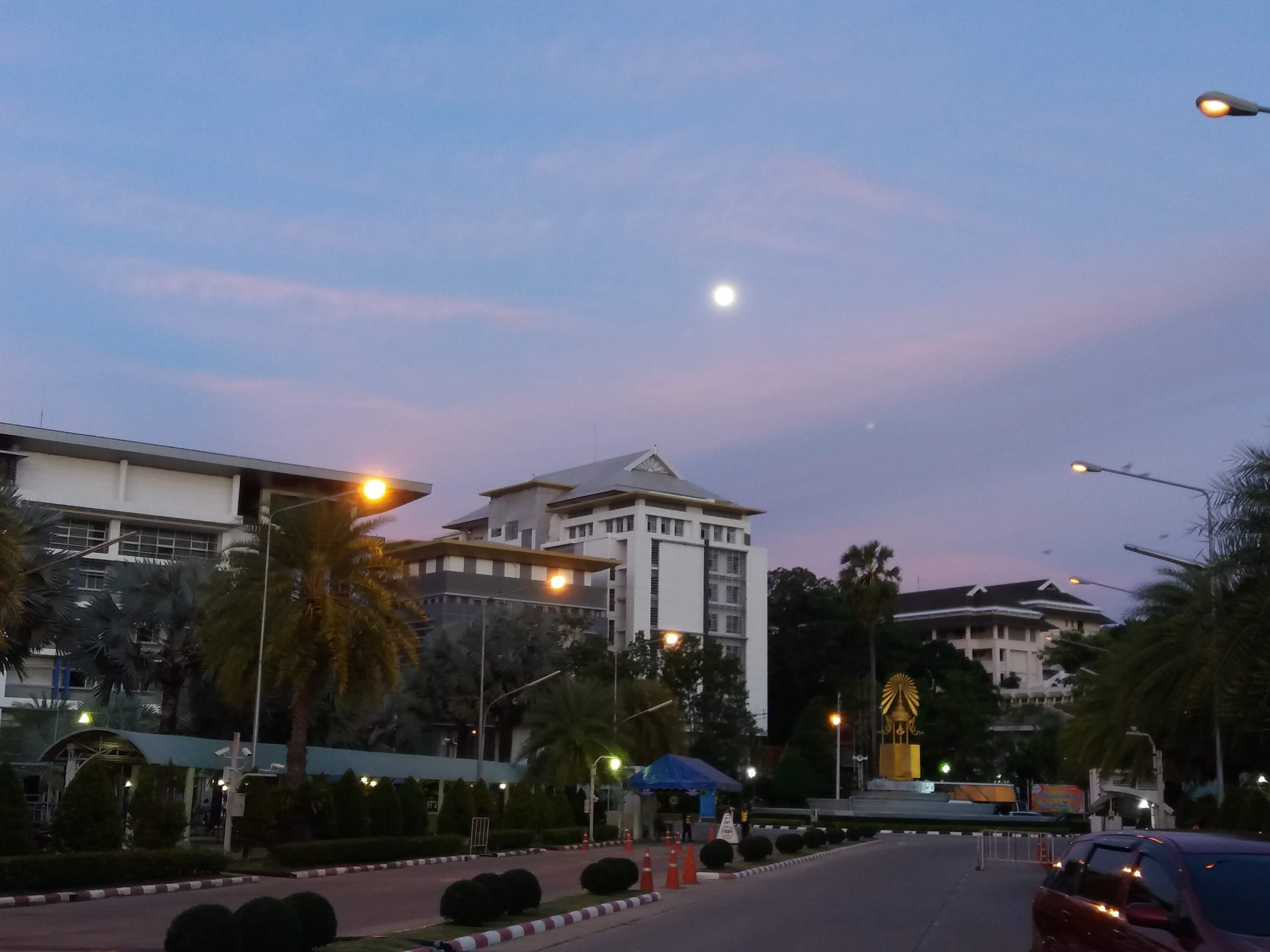
ソンクラーキャンパス正門からの風景

ソンクラーキャンパスは、大きく２つに分かれている。メインキャンパスは、ソンクラーに0.22平方キロの土地を有する。もう一つは、ソンクラー湖に浮かぶ島「コヨー（ヨー島）」で、「ISTS（タイ南部研究所）」および「タクシン民俗博物館」がある。
- 人文社会科学部

タイ語
英語
マレー語
日本語
中国語
歴史学
地域管理開発学
人的資源管理
行政学
地学
図書館情報学
コミュニケーション学
英語中国語（Double Degree Program）
- 教育学部　：5年制の学士課程から博士課程まで26コース

評価と研究
ガイダンスと心理学
教育行政
カリキュラムと指導
教育技術
体育
- 美術・応用芸術学部

国際音楽
タイ音楽
舞台芸術
視覚芸術
アートデザイン
美術教育
- 経済経営学部

経済
経理
経営管理
- 法学部

法律
- 政治学部

- 開発マネジメント学部（College of Management for Development）

- タクシン大学インターナショナルカレッジ
- タクシン大学開発管理カレッジ（U-MDC）
- タクシン教育研究所
- 統合教育コミュニティ行動研究所
- タクシン大学南タイ研究所（タクシン民俗博物館）
- 外国語研究所
- タクシン大学コンピュータセンター
- タクシン大学中央図書館
- コミュニティ企業のための学術インキュベーションオフィス
- 人材開発研究所
- 附属学校（中学校・高校）
- 附属小学校（建設中）
- 附属幼稚園（建設中）

### パッタルンキャンパス
パッタルンキャンパスも２つに分かれている。学術機能をもつメインキャンパスは、5.67平方キロ（東京ドーム100個分超）の広大な土地を有する。もう一つも2.43平方キロの広大な土地に、地域の叡智カレッジが設置されている。
- 理学部

コンピュータサイエンスと情報技術
統計数学
基礎数理科学
化学
物理
生物学
バイオテクノロジーと環境
- 科学・デジタルイノベーション学部（Faculty of Science and Digital Innovation）

- 工学部

高分子工学（ゴム、ポリマー、石油化学工学）
メカトロニクスエンジニアリング
エネルギー工学
物流工学
- 農業バイオ産業学部

食品科学技術
美容・食品技術
- 健康スポーツ科学部（Faculty of Health Sciences and Sports）

公衆衛生
地域保健
労働安全衛生
スポーツ科学
伝統医学
- テクノロジーコミュニティ開発学部（Faculty of Technology and Community Development）

動物生産技術
農業技術
食品科学技術
- 看護学部

看護科学
- 法学部

法律
- 教育学部

- 学際研究起業学部（Faculty of Interdisciplinary Studies and Entrepreneurship）

- 医療科学部

理学療法士
医療技術
臨床心理士
放射線技師
- 医学部　（建設中）
- ホリスティック医療センター　（建設中）
- 歯学部　（設立準備中）
- 薬学部　（設立準備中）
- 建築学部　（設立準備中）

- タクシン大学ビジネスインキュベーションセンター：BIC@TSU
- コミュニティの知恵カレッジ
- 研究開発研究所
- パッタルンキャンパス図書館
- パッタルンキャンパスコンピュータセンター
- 附属学校（中学校・高校）

### サムセンナイセンター
タイの首都バンコクには、タクシン大学開発管理カレッジがある。

### インターナショナル博士プログラム
タクシン大学インターナショナル博士プログラムは、普遍的かつ国際的なエリートの養成を目指すものである。他のプログラムとは異なり、個々の学生および特定のニーズを改善することを課題とし、コースワーク要件はない。全ては英語で実施され、「持続可能な開発」のレンズを通してスタイルが設定されたこのプログラムは、経済、ビジネス、法律、農業、エンジニアリング、コミュニティ開発、マーケティング、政治、健康、芸術、教育、歴史、地理、建築など、人文科学のほとんどの分野にわたって世界中の挑戦者を受け入れる。学生は国内外の指導者により厚く指導を受け、高ランクの国際的な大学から招聘される国際的な専門家によって審査される。

## シンボル
学章：タクシン大学のエンブレムの上にある王冠は、ラーマ9世陛下の王座戴冠50周年を記念し、3つの本は、知性、道徳、発達を表している。
学校の花：タクシン大学の花は、インドラ卿の庭に咲く花と考えられている「パリチャート」（Erythrina indica lank）である。トングランとしても知られるパリチャートは、2月中旬に芽が出始め、学年末に当たる月末までに満開になる。
大学の色：灰色は脳の色を表し、思考を意味する。青は海と空の色で、広大な広がりを表す。2つの色が合わさることにより、「広く、ビジョンを持ち考えること」を象徴している。

## 備考
「タクシン」は、タイ語で「南部」を意味しており、タイ王国第31代首相であり実業家として知られるタクシン・シナワットと関係は無い。